# Tarrant Gunville
Tarrant Gunville är en ort och civil parish i Storbritannien.   Den ligger i kommunen Dorset och riksdelen England, i den södra delen av landet, 150 km väster om huvudstaden London. Tarrant Gunville ligger 78 meter över havet och antalet invånare är 233.
Terrängen runt Tarrant Gunville är platt. Runt Tarrant Gunville är det ganska tätbefolkat, med 160 invånare per kvadratkilometer. Närmaste större samhälle är Ferndown, 18,8 km sydost om Tarrant Gunville. Trakten runt Tarrant Gunville består till största delen av jordbruksmark.